# Rumphi
Rumphi – miasto w Malawi w Regionie Północnym. Liczy 22 358 mieszkańców (2018). Ośrodek przemysłowy.